# Bundesweiter Arbeitskreis der staatlich getragenen Bildungsstätten im Natur- und Umweltschutz
Der deutsche Bundesweite Arbeitskreis der staatlich getragenen Bildungsstätten im Natur- und Umweltschutz (BANU) ist die Dachorganisation der staatlich getragenen Natur- und Umweltbildungsstätten und wurde 1992 gegründet.

## Organisation
Der BANU zählt insgesamt zehn Mitglieder sowie einen Gast auf Bundesebene.
Der Vorsitz wechselt periodisch unter den Bildungsstätten. Die Alfred Toepfer Akademie für Naturschutz aus Niedersachsen hat derzeit den Vorsitz.

## Tätigkeit
Als staatliche Einrichtungen tragen die BANU-Mitglieder mit ihrer Arbeit zur Sicherung und zur Unterstützung der freiheitlich-demokratischen Grundordnung bei und unterstützen dieses Ziel mit ihren Angeboten zur Bildung für eine nachhaltige Entwicklung (BNE).
Der BANU stellt ein Austausch-, Koordinations- und Kooperationsforum dar, innerhalb dessen bildungsbezogene Aspekte des Natur- und Umweltschutzes sowie der nachhaltigen Entwicklung diskutiert und abgestimmt werden. Der Bildungsbegriff erstreckt sich dabei auf alle Angebote entlang der gesamten Bildungskette und versteht sich als Beitrag zum lebenslangen Lernen.
Ziel ist es hierbei, bei Themen von länderübergreifender Relevanz gemeinsame, kooperative Arbeitsansätze zu entwickeln, sich gegenseitig bei der Umsetzung zu unterstützen und dort, wo es sich anbietet, einheitliche Standards zu setzen.
Der BANU versteht sich als Einrichtung, die gleichermaßen ein Augenmerk auf Bewusstseinsbildung, Qualifizierung und Qualitätssicherung legt. Die BANU-Mitglieder sehen sich den Globalen Nachhaltigkeitszielen (engl. SDGs) verpflichtet und betrachten BNE mit ihrem mehrdimensionalen und handlungsorientierten Ansatz als grundlegende Unterstützung dazu.
Trotz unterschiedlicher Aufgabenschwerpunkte, haben die BANU-Akademien Veranstaltungs- und Fortbildungsformate auf den Weg gebracht. Zu nennen sind hier exemplarisch zwei Projekte: „Zertifizierte Natur- und Landschaftsführer“ (ZNL) sowie das Projekt „Wissen – Qualifizieren – Zertifizieren für Artenvielfalt“.
Mit den ZNL qualifiziert der BANU nach einheitlichem Format Botschafter der Regionen. Für eine erfolgreiche und nachhaltige Naturschutzarbeit und den Erhalt der Artenvielfalt, steht das Projekt „Wissen – Qualifizieren – Zertifizieren für Artenvielfalt“.

### Leitlinien zur Natur- und Umweltbildung für das 21. Jahrhundert
Im Oktober 1996 veröffentlichte der Verband erstmalig einen sechs Titel umfassenden Katalog der „Leitlinien zur Natur- und Umweltbildung für das 21. Jahrhundert“: Dieser wurde 2003 überarbeitet und verabschiedet:
1. „Umweltbildung ist ein lebenslanger Lernprozess. Umweltbildung ist überall und immer – sie muss noch stärker in das Bewusstsein eindringen und entscheidend das Handeln beeinflussen.“
2. „Umweltbildung bietet Visionen für eine nachhaltige Entwicklung. Natur- und Umweltschutz stellt sich den neuen Aufgaben und Anforderungen.“
3. „Umweltbildung erweitert ihre Inhalte. Vom Artenschutz bis zur Nachhaltigkeit muss sich unser modernes Bildungsangebot erstrecken.“
4. „Umweltbildung nutzt neue Methoden und Instrumente. Vom Dozieren und Belehren zum natur- und umweltverträglichen Handeln mit ausgeprägten Umweltkompetenzen.“
5. „Umweltbildung bietet Partnerschaft. Gemeinsam sind wir stark – mit neuen Partnern können wir noch mehr schaffen.“
6. „Umweltbildung bietet vorbildhafte Umweltbildungsstätten. Weiterentwicklung ist unsere Chance.“

### Deutscher Naturerlebnistag
Auf Initiative des BANU gegen eine „Erosion des Umweltwissens in der Bevölkerung“ findet seit 2006 im Mai der bundesweite Aktionstag „Deutscher Naturerlebnistag“ statt:
Teilweise auch über mehrere Tage oder eine Woche finden in den einzelnen deutschen Bundesländern unter Organisation der verschiedenen Umweltakademien bzw. anderer Umweltbildungseinrichtungen der diversen Bundesländer und ihrer jeweiligen Partner zahlreiche Veranstaltungen und Mitmach-Aktionen statt, um die uns umgebende Natur zu entdecken, näher kennenzulernen, Wissen über sie zu gewinnen sowie möglicherweise einen Bezug zu ihr zu entwickeln. Ein Schwerpunkt liegt dabei auf selbst organisierten Wanderungen, „Erlebnistouren“, Führungen usw., deren Termine, Inhalte usw. auf den jeweiligen Webseiten auch selbst eingestellt und damit publik gemacht werden können; darüber hinaus werden als Dienstleistung auch Werbematerialien erstellt sowie auf die nachgewiesene erfolgreiche Durchführung für Anleiter, Dozenten usw. unter Umständen eine kleine Aufwandsentschädigung erstattet.
2015 fand der Naturerlebnistag am 3. Mai statt, allein in Baden-Württemberg nahmen an über 260 Aktionen rund 4.000 Personen teil; 2016 wurde vom 30. April bis 8. Mai in Baden-Württemberg die Naturerlebniswoche begangen, 2017 findet eine solche in Baden-Württemberg vom 6. bis 14. Mai statt.